# Negros Ocidental
Negros Ocidental é um província de  primeira classe de renda da província (d) na região Negros Island Region, nas Filipinas. De acordo com o censo de 1 de maio  de  2020 possui uma população de 2 623 172 pessoas e 563 594 domicílios.
A sua capital é Bacolod.

## Subdivisões
Municípios
- Binalbagan
- Calatrava
- Candoni
- Cauayan
- Enrique B. Magalona
- Hinigaran
- Hinoba-an
- Ilog
- Isabela
- La Castellana
- Manapla
- Moises Padilla
- Murcia
- Pontevedra
- Pulupandan
- Salvador Benedicto
- San Enrique
- Toboso
- Valladolid

Cidades
- Bago
- Cadiz
- Escalante
- Himamaylan
- Kabankalan
- La Carlota
- Sagay
- San Carlos
- Silay
- Sipalay
- Talisay
- Victorias
- Bacolod  (Independente administrativamente da província mas agrupada sob Negros Occidental pela Autoridade Filipina de Estatísticas.)